# Gipi

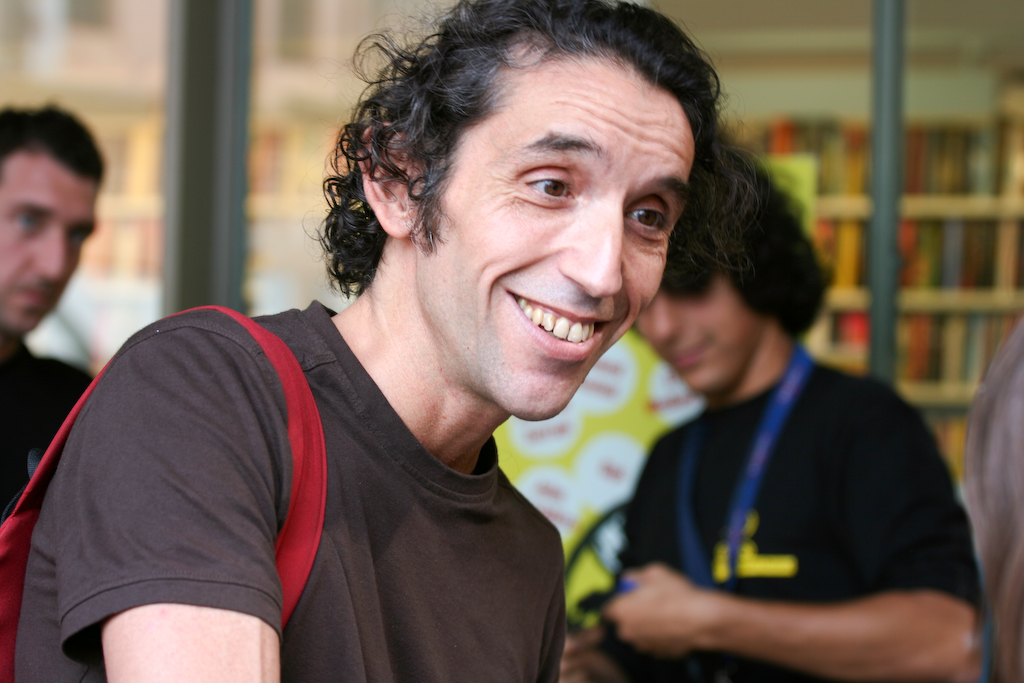
Gipi

Gipi, eigentlich  Gian Alfonso Pacinotti (* 1963 in Pisa, Italien) ist ein italienischer Comic-Künstler und Filmemacher. 

## Leben
Seit den neunziger Jahren erscheinen seine Graphic Novels in Italien bei Coconino Press und in anderen Ländern, darunter Frankreich, Spanien, Deutschland und die USA.
2011 erhielt er für seine Comic-Verfilmung L’Ultimo Terrestre eine Einladung in den Wettbewerb der 68. Internationalen Filmfestspiele von Venedig.

## Werke
Auf Italienisch erschienen:
- Esterno Notte. Coconino Press, 2003. ISBN 88-88063-77-3
- Appunti Per una storia di Guerra. Coconino Press, 2004. ISBN 88-88063-98-6; II Ed. Rizzoli, 2006. ISBN 88-17-01420-6
- Gli Innocenti. Coconino Press, 2005. ISBN 88-7618-010-9
- Questa è la Stanza. Coconino Press, 2005. ISBN 88-7618-039-7
- Hanno Ritrovato La Macchina. Coconino Press, 2006. ISBN 88-7618-029-X
- S. Coconino Press, 2006. ISBN 88-7618-062-1
- LMVDM. La mia vita disegnata male. Coconino Press, 2008. ISBN 88-7618-125-3
- Diario di fiume e altre storie. Coconino Press, 2009. ISBN 88-7618-153-9
- Verticali. Coconino Press, 2009. ISBN 88-7618-152-0
- Unastoria. Coconino Press, 2013. ISBN 978-88-7618-249-5
- Esterno notte. Coconino Press, 2014. ISBN 978-88-7618-266-2
- La terra dei figli. Coconino Press, 2016. ISBN 978-88-7618-325-6
- Boschi mai visti. Coconino Press, 2018. ISBN 978-8876184253
- Mondo moderno. Coconino Press, 2019. ISBN 978-8876184383
- Momenti straordinari con applausi finti. Coconino Press, 2019. ISBN 978-8876185236

Auf Deutsch erschienen:
- Nachtaufnahmen. Avant-Verlag, 2005. ISBN 3-9809428-6-4
- Die Unschuldigen. Avant-Verlag, 2005. ISBN 3-939080-00-4
- Aufzeichnungen für eine Kriegsgeschichte. Avant-Verlag, 2006. ISBN 3-939080-13-6
- 5 Songs. Avant-Verlag, 2007. ISBN 978-3-939080-18-3
- Sie haben das Auto gefunden. Strapazin Nr. 94, 2009.
- S. Reprodukt, 2012. ISBN 978-3-943143-11-9
- MSGL – Mein schlecht gezeichnetes Leben. Reprodukt, 2013. ISBN 978-3943143829
- Die Welt der Söhne. Avant-Verlag, 2018. ISBN 978-3-945034-80-4
- Aldobrando. (Autor). Carlsen, 2020. ISBN 978-3-551-75106-5
- Eine Geschichte. Avant-Verlag, 2022. ISBN 978-3-96445-070-8
- Besondere Momente mit falschem Applaus. Avant-Verlag, 2022. ISBN 978-3-96445-077-7
- Geschichten aus der Provinz. Avant-Verlag, 2024. ISBN 978-3-96445-124-8

## Auszeichnungen (Auswahl)
- 2006 Prix du meilleur album am Festival International de la Bande Dessinée d’Angoulême für "Aufzeichnungen für eine Kriegsgeschichte"
- 2006 Max-und-Moritz-Preis, Beste deutschsprachige Comicpublikation Import für "die Unschuldigen"
- 2006 René-Goscinny-Preis für "Aufzeichnungen für eine Kriegsgeschichte"
- 2008 Bester ausländischer Comic am Salón Internacional del Cómic de Barcelona 2008 für "S."